# Radikale Interpretation
Radikale Interpretation ist ein von Donald Davidson in zahlreichen Artikeln entwickeltes Konzept. Es formuliert eine methodische Herangehensweise an das Problem des Verstehens der Äußerungen einer anderen Person, insbesondere im Extremfall, wenn zwei ganz verschiedene Sprachen gesprochen werden und keine Hilfsmittel wie Dolmetscher, Wörterbücher o. Ä. verfügbar sind. Das Schlagwort „radikale Interpretation“ bezieht sich dabei auf notwendige Voraussetzungen, ohne welche ein Verstehensversuch unsinnig erschiene; beispielsweise muss eine große Menge geteilter und wahrer Grundüberzeugungen unterstellt werden. Davidson reagiert dabei auf das von Quine formulierte Konzept einer „radikalen Übersetzung“. Klassischerweise hat man Davidson zugeschrieben, radikale Interpretation zu benötigen, um gegen einen begrifflichen Pluralismus argumentieren und den Fall größtenteils falscher Überzeugungen ausschließen zu können.

## Ansatz
Davidson nimmt an, dass der Interpret unterstellen müsse, dass der Sprecher in seinen Äußerungen auf die Wahrheit zahlreicher Überzeugungen verpflichtet ist, wovon der größte Teil auch vom Interpreten geteilt wird. Der Interpret muss eine Bedeutungstheorie entwickeln, deren Bestandteile der von Tarski formulierten Wahrheitskonvention formal entsprechen. Tarski hatte vertreten, dass man das Wahrheitsprädikat so verstehen könne, dass jeweils für jeden gegebenen Satz erfüllt ist:
„S ist a“ ist genau dann wahr, wenn S a ist.
Nach Davidson bildet der Interpret eine Theorie, die beispielsweise dem englischen Satz „Snow is white“ den in deutscher Sprache mit „Schnee ist weiß“ herausgegriffenen Wahrmacher zuordnet:
„Snow is white“ ist genau dann wahr, wenn Schnee weiß ist.
Im Extremfall radikaler Interpretation kennt der Interpret weder die Bedeutungen irgendwelcher Wörter der Sprache des Sprechers, noch dessen Überzeugungen, Absichten oder Wünsche aus unabhängigen Quellen. Ihm bleiben nur das sprachliche und nicht-sprachliche Verhalten des Sprechers und dessen Beziehungen zu Ereignissen in seiner Umwelt. Trotzdem könne der Interpret ohne Kenntnisse der fremden Sprache gerechtfertigterweise Hypothesen darüber bilden, ob der Sprecher bestimmte Sätze zu bestimmten Zeiten für wahr hält. Nehmen wir beispielsweise an, jeden Morgen äußere ein Mann in einer Gruppe mehrerer Männer den Satz „Faki si kunori“ und alle anderen nicken zustimmend. Er könnte nun vermuten, dass der Satz wahr ist. Indem er nun beobachtet, zu welchen Ereignissen der Satz geäußert wird und inwiefern andere Sprecher der Sprache reagieren, kann er diese Beobachtungen protokollieren in Sätzen folgender Form:
Der Sprecher hält zum Zeitpunkt t den Satz „Faki si konori“ für wahr und zu t hat der Rehhirsch einen Brunftruf abgegeben.
Dies verallgemeinernd, kann der Interpret schließen, dass „Faki si konori“ immer geäußert wird, wenn die Brunftrufe eines Rehhirsches zu hören sind und damit eine Referenz auf Sachverhalte dieses Typs bedeutet.
Quine hatte ein ähnliches Beispiel verwendet: „Gavagai“ wird immer geäußert, wenn ein Kaninchen vorbeihoppelt. Quine hatte dabei aber eine radikale Unbestimmtheit der Übersetzung und eine Relativität ontologischer Zuschreibungen auf die zugrundegelegten Begriffe diskutiert; dem widerspricht Davidson u. a. mit seiner Kritik am Konzept eines „Begriffsschemas“.

## Probleme
Diskutierte Probleme dieser Auffassung sind u. a. die folgenden:
- Dass der Satz „Faki si kunori“ von den Brunftrufen eines Rehhirsches handelt, kann berechtigterweise nur angenommen werden, wenn sich die Sprecher nicht irren. So könnte es durchaus sein, dass er in Wahrheit vermutet, es sei der Brunftruf eines Damschauflers.

Davidson entgegnet diesem Problem mithilfe des „Prinzips der wohlwollenden Interpretation“, welches erstens besagt, dass der Interpret davon ausgehen muss, dass der Sprecher weitestgehend rational ist und dass er zweitens größtenteils wahre Überzeugungen über die Welt hat. Wäre dies nicht der Fall, sei Fremdverstehen grundsätzlich unmöglich. Hier wird deutlich, dass Davidson Anhänger einer holistischen Semantik ist.
- Mit der Anlehnung an Tarskis Wahrheitskonzeption hängt folgendes Problem zusammen. Die Interpretationstheorie wäre genau dann wahr, wenn sie zu jedem Satz der fremden Sprache einen Satz gefunden hätte, der denselben Wahrheitswert hat, zum Beispiel:

- „Roses are red“ ist genau dann wahr, wenn Schnee weiß ist.

Auch hier besteht die Lösung in Davidsons holistischem Sprachverständnis. Einen Satz zu verstehen, heißt, ihn in das gesamte Netz von Sätzen der Sprache einzufügen und ihm nicht nur einen anderen Satz in einem Bikonditional gegenüberzustellen wie in obigem Satz.